# Bora Mirković
Borivoj Bora Mirković (serbio cirílico: Боривој Мирковић, 1884-1969) fue un militar serbio y yugoslavo vinculado al ejército del aire. Fue el principal impulsor del golpe de Estado en Yugoslavia de 1941 que significó la sustitución en el trono del regente, el príncipe Pablo, por el heredero del mismo, Pedro II, lo que significó la invasión del país por parte de la Alemania nazi.

## Biografía
Mirković participó en la Primera Guerra Mundial con el ejército del Reino de Serbia, que sería la base de las fuerzas armadas del nuevo Reino de Yugoslavia, creado en 1918 como Reino de los Serbios, Croatas y Eslovenos. Algunos estudiosos de su figura señalan que desde un principio pensó que el nuevo estado sería un fracaso, y se consideró a sí mismo "un vengador revolucionario".
El 27 de marzo de 1941, con el apoyo de Gran Bretaña, los generales Mirković y Dušan Simović, con el apoyo de un grupo de oficiales de la Real Fuerza Aérea Yugoslava con sede en Zemun, dieron un golpe de Estado que obligó al príncipe Pablo, regente del Reino de Yugoslavia, a abandonar el poder, e instalaron en el trono al rey Pedro II antes de su mayoría de edad. La operación fue organizada y llevada a cabo por Mirković, que situó como primer ministro a Simović. Mirković encargó a diversos oficiales de la Real Fuerza Aérea ocupar los edificios principales de Belgrado, y ordenó el arresto del gabinete.
La razón de la deposición de Pablo fue su aproximación a las potencias del Eje, lo que le llevó a firmar con Adolf Hitler el Pacto Tripartito que dejaba vía libre a los alemanes para operar a través de Yugoslavia en su invasión de Grecia. Las motivaciones de Mirković son también atribuidas a su nacionalismo, al oponerse al acuerdo (Sporazum) celebrado entre Dragiša Cvetković y el líder político croata Vladko Maček; el acuerdo Cvetković-Maček, firmado el 26 de agosto de 1939, dispuso la creación de una Croacia autónoma dentro de Yugoslavia. El 6 de abril, la Luftwaffe bombardeó Belgrado, y los ejércitos del Eje comenzaron la invasión de Yugoslavia.
Durante la guerra de abril, Mirković quedó al mando de las fuerzas aéreas yugoslavas, y organizó desde un aeródromo militar cerca de Niksic la evacuación a Grecia del rey Pedro y cerca de 250 altos funcionarios del gobierno. En 1942, el general Mirković se negó a transferir a los británicos el mando de los restos del Real Ejército Yugoslavo que se había trasladado a El Cairo.
Diez años después del golpe, Mirković confesó en Londres que él había sido el único organizador del mismo, y que llevaba varios años planeándolo hasta que contó con la colaboración de Simović.